# Запис липа код цркве (Ратковић)
Запис липа код цркве (Ратковић) се налази на парцели чији је власник Српска православна црква - Православна епархија шумадијска - Црквена општина сабаначко-ратковићка.

## Локација
| Општина             | Рековац                                                          |
| Катастарска општина | Ратковић                                                         |
| Потес               | Село                                                             |
| Координате          | 43° 55′ 05″ С; 21° 02′ 06″ И / 43.917999999999999° С; 21.0351° И |
| Надморска висина    | 374m                                                             |

## Карактеристике
Дендрометријске вредности утврђене на терену и сателитским снимцима:
| Стабло                     | Липа |
| Висина стабла              | m    |
| Обим дебла                 | m    |
| Пречник крошње             | 4m   |
| Пречник дебла              | m    |
| Висина дебла до прве гране | m    |

## База записа
Запис је у оквиру Викимедија пројекта "Запис - Свето дрво" заведен под редним бројем 0139.